# Gilles Pigeon
 (décembre 2020).
Pour les articles homonymes, voir Pigeon (homonymie).
Gilles Pigeon est un médecin, néphrologue et professeur québécois né à Montréal en 1931.

## Honneurs
- 1991 : Prix Duncan-Graham du Collège royal des médecins et chirurgiens du Canada
- 2000 : Officier de l'Ordre national du Québec
- Officier de l'Ordre du Mérite de la République du Sénégal
- Officier de l'ordre du Mérite ivoirien de la République de Côte d'Ivoire
- Commandeur dans l'Ordre des Palmes académiques
- 1998 : Grand Prix du Collège des médecins du Québec